# Le Retour des Dieux : Les Chroniques de la Lune noire
 (mars 2017).
Si vous disposez d'ouvrages ou d'articles de référence ou si vous connaissez des sites web de qualité traitant du thème abordé ici, merci de compléter l'article en donnant les références utiles à sa vérifiabilité et en les liant à la section « Notes et références ».

Le Retour des Dieux : Les Chroniques de la Lune noire est un jeu de figurines de stratégie, à l'instar des figurines Warhammer. Les personnages sont inspirés de la bande dessinée des Chroniques de la Lune noire.
Les figurines sont plus grosses que des figurines Warhammer et se vendent par unité. La marque s'appelle " ilyad Games " et se compose de deux gammes, la gamme " RDD " ou " Retour des Dieux " et la gamme " CDLN " ou "les Chroniques De la Lune Noire". Toutes les figurines sont en résine. 

## Les camps
Le jeu comporte cinq camps, qui représentent les cinq grandes puissances de l'empire de Lhynn.

### L'empire de Lhynn
Figurines:
- Haghendorf 1er : Cet empereur est très autoritaire. Il a une passion pour les dragons dont il fait collection.
- Arbalétrier impérial : Cette troupe est très efficace quand elle est placée de façon à être protégés par des lanciers impériaux.
- Chevalier de noblesse : Cette troupe est l'élite de l'armée de Haghendorf 1er.
- Élémentaire de terre : Cette troupe est puissante et servira donc à causer d'importants dégâts dans les rangs ennemis.
- Légionnaire impérial : Chef de guerre.
- Lancier impérial : Ce sont les guerriers de base du joueur et sont utilisés comme boucliers humains ou à l'avant de l'armée.
- Mage impérial

### La Lune noire
Figurines:
- Haazheel Thorn : Ce demi-dieu, fils de Lucifer (maitre des enfers), a pour but d'envahir le monde grâce aux pouvoirs de la négation.
- Greldinard : Le baron, second de Thorn, est un des personnages les plus mystérieux du jeu. Il est un général de guerre, excellent au niveau stratégique. Il dirige une armée d'orques, ce qui est logique puisqu'il est le seul homme à pouvoir communiquer avec eux.
- Urmacht : Démon majeur rivalisant avec ghorgor bey au niveau des dégâts.
- Orque gris : Des orques pas très résistants mais nombreux.
- Garde noir : Unité d'élite.
- Prêtre de la Lune Noire : Ces prêtres servent à renforcer le moral des troupes du joueur.
- Démon majeur : Unité efficace contre les héros et les élémentaires.
- Orque noir: Cette troupe est la plus puissante des unités de la Lune noire. Ils sont particulièrement efficaces quand ils sont placés sous les ordres de Greldinard.
- Orque brun : Une unité qui peut servir de boucliers humains.

### La Justice
- Parsifal : Le prince fidèle de dieu tente de remettre de l'ordre dans ce monde chaotique.
- Prêtre de justice : Cette troupe est capable de renforcer le moral ennemi.
- Paladin de justice : Cette troupe est particulièrement efficace contre les orques noirs.
- Chevalier de justice : Cette troupe constitue les unités de base du joueur.
- Archange de justice : Cette troupe étant la plus puissante du jeu, elle est difficile à invoquer et n'est jouable que sur un court laps de temps. Une fois sur le jeu, elle peut renverser le déroulement d'une partie. En effet, elle cause des dégâts importants aux unités ennemies. De plus elle renforce le moral des troupes du joueur et a la capacité de démoraliser les troupes ennemies.
- Archer de justice : Troupe peu puissante
- Porte-étendard paladin de justice : Cette troupe sert à remonter le moral et structurer vos ennemis.

### La Lumière
- Fratus Sinister : Un guerrier vicieux dont le joueur adverse doit se méfier. .
- Gunthar : Cette troupe inflige des dégâts importants aux troupes ennemies.
- Frère novice : Les unités de base du joueur.
- Élémentaire de feu : Cette troupe inflige de lourds dégâts aux armées ennemies.
- Chevalier de lumière : Les unités d'élite du joueur.
- Prêtre de lumière : cette troupe a la capacité de démoraliser les troupes ennemies.
- Archer de lumière : Troupe particulièrement rapide.

### Les Chiens de guerre
- Wismerhill : Un héros qui a la capacité de contrôler les vents.
- La succube : Troupe particulièrement puissante au corps à corps.
- Fey : Une guerrière.
- Ghorgor Bey : Un général de guerre qui inflige des dégâts importants aux armées ennemies.
- Pile ou face : Un guerrier elfe puissant.
- Shambaleau : Un magicien puissant.
- Goum et Pépette : La belle et la bête.
- Murata : Un samouraï, respectueux du code d'honneur, qui est redoutable lors des combats.
- Mercenaire : Les unités de base du joueur.
- Élémentaire de vent : Cette troupe constitue un très bon soutien pour les armées du joueur.
- Chevalier d'infortune : Des unités puissantes.

## Règles du jeu
Les règles sont semblables à celles du jeu Warhammer, mais en plus complexes. Un livre de règles Le Retour des Dieux et un livre de règles Chroniques de la Lune noire sont nécessaires pour jouer. Il s'agit d'un jeu au format de l'escarmouche.